# 사우디 국적법
사우디 국적법, 공식적으로 사우디아라비아 시민권 제도라고 하는 것은 누가 사우디 시민인지를 결정하는 법이다. 외국인은 조건을 충족하면 시민권을 부여받는다.

## 출생에 의해
사우디아라비아인이 아닌 아버지와 사우디인 어머니 사이에서 태어난 아이는 다음을 충족하는 경우 성년이 되면 사우디 시민권을 취득할 권리가 있다.
- 영주권을 가지고
- 아랍어에 능통해야 한다.
- 어머니의 할아버지는 사우디인이어야 한다.
- 국내 최고 권위자(더 킹)의 승인을 받는 것.
- 사우디아라비아에서 부모가 알려지지 않은 상태에서 태어난 자녀는 부모의 신원이 알려질 때까지 자동으로 시민권을 얻는다. 외국인에게서 태어난 자녀는 시민권이 없지만 사우디 아버지가 있으면 시민권을 얻을 수 있다.
- 1970년대 이전에는 사우디아라비아에서 태어난 사람은 누구나 시민권을 가질 권리가 있었다. 그들은 19세가 되기 전에 18세에 시민권을 신청해야 했다.

## 하강으로
사우디인 아버지 또는 무국적자 아버지와 사우디인 어머니 사이에서 태어난 자녀는 조건이 충족되면 사우디 시민이 될 수 있다.

## 결혼으로
시민권을 가진 사우디 남성과 결혼한 외국인 여성은 외국 시민권을 포기하는 조건으로 결혼했다. 외국인 남편과 결혼하여 시민권을 포기한 사우디 여성(결혼 기간은 10년 이상이어야 하며 자녀가 3명 있어야 함)은 이혼하거나 사우디아라비아로 돌아오면 사우디 시민권을 취득할 권리가 있다. 성숙한 경우에만 시민권을 신청할 수 있다. 정부가 사우디 여성과 비사우디 남성의 결혼을 인정하고 시민권 신청을 허용하기 전에 추가 조건이 마련되어 있으며, 왕실 구성원뿐만 아니라 다양한 직업에 종사하는 많은 사우디인은 결혼이 허용되지 않는다. 전혀 외국인.

## 귀화로
외국인은 다음을 충족하는 경우 시민권을 신청할 수 있다.
- 성숙기 이상.
- 일반적으로 정신적으로 유능하다.
- 10년 연속 합법적 거주.
- 법적으로 생계를 유지할 수 있다.
- 일반적으로 도덕적으로 간주된다.
- 전과가 없거나 6개월 이상의 징역형을 받은 적이 없어야 한다.
- 유창한 아랍어를 읽고, 쓰고, 말하십시오.

신청서는 내무부의 조언을 받는 국왕에게 보내진다. 그들은 특별한 이유 없이 신청을 거절할 수도 있고 거절하지 않을 수도 있다. 자녀가 해당 국가에 거주하지 않는 경우, 그들은 비사우디인으로 남아 있으며 성인이 된 후 사우디 국적을 취득할 권리가 있다. 귀화한 남성 시민에게 남성 시민을 보호자로 둔 여성 친척이 있는 경우 자녀는 시민권도 있다.
고용 목적으로 사우디 아라비아에 거주하는 대부분의 외국인 근로자와 자격을 갖춘 가족에게 제공되는 iqama 거주지와 최근에 확립된 프리미엄 거주지 시스템은 다른 조건이 충족되지 않는 한 시민권 신청 자격을 부여하지 않는다.

## 시민권 상실
사우디 시민권 상실은 다음 이유 중 하나로 인해 발생할 수 있다.
- 다른 나라의 군대에서 일한다.
- 다른 나라 정부에서 일한다.
- 왕의 허가 없이 다른 나라의 여권을 소지하고 있다. 이중국적은 출생으로 시민권을 허용/시행하는 외국에서 출생한 경우에만 허용된다.

사우디 시민은 허가 없이 시민권을 포기할 수 없다. 그러나 정부는 오사마 빈 라덴의 경우처럼 테러 위협이 있는 사람의 국적을 취소할 수 있다.

## 이중 국적
사우디인은 국왕의 허가 없이 외국 시민권을 취득할 수 없다. 사우디 시민이 이 허가 없이 외국 시민권을 취득한 경우, 사우디 정부가 제13조의 조건에 따라 사우디 시민권을 취소하지 않는 한 사우디인으로 간주된다. 총리의 허가 없이 외국 시민권을 취득한다. 다른 나라의 군대에서 일한다. 전시 기간 동안 사우디아라비아 왕국과 함께 외국 정부의 이익을 위해 일한다. 사우디 정부의 사직 명령에도 불구하고 외국 정부나 국제 기구에서 일한다.

## 여행의 자유
2018년 사우디 시민은 74개 국가 및 영토에 무비자 또는 도착 비자로 입국할 수 있었으며, 비자 제한 지수에 따르면 사우디 여권은 세계에서 60위를 차지했다.

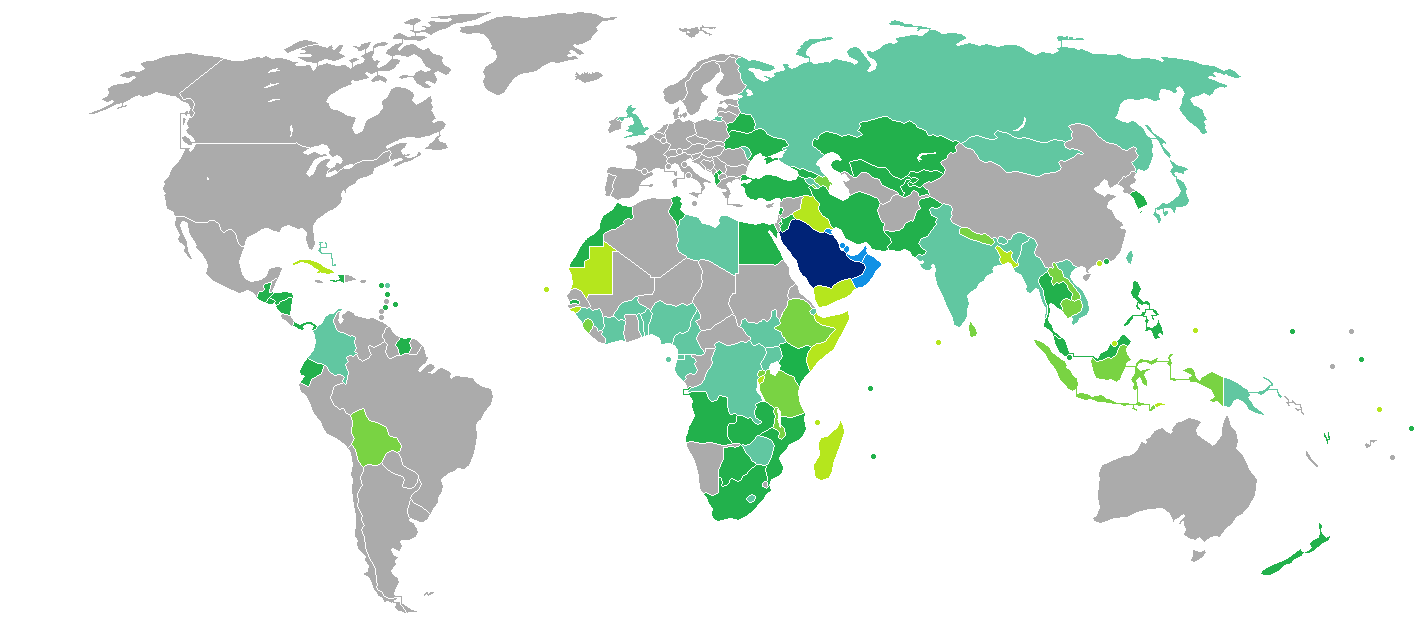
사우디 시민을 위한 비자 요건